# Jean-Paul Marcheschi
Jean-Paul Marcheschi, né à Bastia le 17 février 1951, est un peintre et sculpteur français. Ses réalisations et œuvres tournent autour de la thématique du feu et des éléments qui lui sont liés.

## Œuvre
« Après avoir utilisé les techniques classiques de la peinture et du dessin, il abandonne définitivement le pinceau en 1984 pour le feu, qui sera dès lors son instrument de travail exclusif. »

Il en vient à aborder le feu sous toutes ses formes – dont la fumée et la suie – dans le cadre de ses réalisations,.
L'artiste utilise des feuilles de papier perforées de format 21 x 29,7 cm, sur lesquelles il a préalablement jeté des notes éparses. Au moyen d’un flambeau, il y verse de la cire brûlante : c’est le « dripping de feu ».
Inspiré par l'art pariétal et l'expressionnisme abstrait, l'artiste s'inspire notamment de la Divine Comédie de Dante,.
Il est l'auteur d'ouvrages sur les peintres. Il a consacré un volume à Piero della Francesca, un second aux peintres Rosso Fiorentino, Pontormo, le Greco ; un autre porte sur les Peintures noires de Francisco de Goya ; le dernier sur Cézanne, Rodin, Picasso et Cy Twombly. L'artiste a également livré une réflexion sur les Nymphéas de Claude Monet.
Le château de Plieux, dans le Gers, abrite un fonds permanent d'œuvres du peintre.
À Toulouse, la Voie lactée orne la station de métro Carmes,. Le musée Paul-Dupuy possède une grande étude pour L'Oiseau de feu, dont le décor fut créé au Théâtre du Capitole de Toulouse en 1995. Le rideau de scène appartient désormais à la ville de Toulouse.
Le musée Ziem de Martigues accueille La Chimère, œuvre de grand format, ainsi qu'une série de dessins et de peintures.
Un nombre important d’œuvres se trouve au musée régional d'Auvergne à Riom. Un fragment des 11 000 Nuits est conservé au FRAC corse de Corte, ainsi qu'au FRAC de Basse-Normandie, à Caen. La Constellation du Serpent a été acquise en 2014 par le musée d'Art et d'Histoire de Cholet.
En 2020 trois de ses oeuvres, RIVEDER LE STELLE (Dante, enfer, XXXIV), La forêt des suicidés (Dante, enfer, XIII) et Marsyas (Dante, paradis, chant I), entrent dans les collections permanentes du Musée Rodin à Paris aux côtés de Barthélémy Toguo et de Li Xin.

### Sélection d’œuvres
- Suite Stromboli
- Livres rouges
- Carte des Vents
- 11 000 Nuits (fragment)
- Balises
- Chambre d'enfant
- Sarabande
- Le Lac noir
- La Chimère, Insula, Météores
- La Séquence des corps
- Ouranos
- L'Oiseau de feu
- Caverne avec voûte céleste
- Oracles, Morsures de l'aube
- Phaô
- Dante : Riveder le stelle
- Luc XXIII, 44
- Tenebroso Lago
- Pharaon noir
- Quartier de la transportation
- La Voie lactée[23]
- Les Fastes (pièces immergées et sculptures dans la forêt de Nemours)
- Mondo Chiaro
- 11 000 Portraits de l'humanité
- Abîmes Abysses
- L'Alphabet des Astres

## Principales expositions personnelles
- 1983 : Paris, espace Avant-Première
- 1986 : Paris, galerie Antoine Candau
- 1988 : Illustrations pour Instants, de Jacqueline Didier, éditions Sable
- 1989 : Paris, galerie Bernard Jordan
- 1990 : Paris-La Défense, galerie La Défense Art 4 ; Nantes, galerie Lacour 21 ; Paris, carré des Arts du Parc floral, Sources rouges ; Paris, Grand Palais, FIAC, galerie Bernard Jordan
- 1992 : Baillargues, espace Aldébaran, Sarabande ; Montpellier, carré Sainte-Anne, Les 11 000 Nuits ; Souillac, La Cave, château de La Treyne, Le Lac noir ; Genève, galerie Faust, galerie Rosa Turetsky, Jean-Paul Marcheschi, installations et dessins ; Martigues, musée Ziem, Jean-Paul Marcheschi : états du feu
- 1993 : Corte, FRAC Corsica, Jean-Paul Marcheschi : Insula ; Villeurbanne, Artothèque, Maison du Livre, de l'Image et du Son, Jean-Paul Marcheschi : Ouranos ; Paris, galerie Bernard Jordan, Jean-Paul Marcheschi : Lear ; Plieux, château, Graal/Plieux : œuvres de Jean-Paul Marcheschi ; Paris, Grand Palais, FIAC, galerie Plessis
- 1994 : Patrimonio, Corse, domaine Orenga de Gaffory, J.-P. Marcheschi ; Paris, galerie Attali, illustrations pour Instants d'Antoine Graziani ; Nantes, galerie Plessis, Morsure de l'aube ; Plieux, château, Carte des Vents
- 1995 : Saint-Herblain, espace Coupechoux, Ouranos ; Francfort, Foire internationale, galerie Plessis ; Genève, galerie Rosa Turetsky, Jean-Paul Marcheschi : Oracles, dessins-peintures ; Paris, Grand Palais, FIAC, galerie Plessis ; L'Isle-sur-la-Sorgue, galerie Anne Lagier
- 1996 : Nantes, galerie Plessis, Jean-Paul Marcheschi : suites et variations sur L'Oiseau de feu ; Toulouse, Capitole, cour Henri-IV, Ouranos ; Caen, Jean-Paul Marcheschi, Fragments issus du sommeil : musée des Beaux-Arts, Ouranos : FRAC de Basse-Normandie, Les 11 000 Nuits ; université de Caen, maison de la Recherche en sciences humaines, Chambre du sommeil
- 1997 : Villeneuve-d'Ascq, Atelier 2, Morsure de l'aube ; Martigues, musée Ziem, Jean-Paul Marcheschi : états du feu, suite
- 1999-2000 : Nice, galerie des Pouchettes, Jean-Paul Marcheschi : Phâo ; Ajaccio, musée Fesch, Marcheschi-Dante, Riveder le stelle[9],[24],[10]
- 2001 : Royan, centre d'arts plastiques, Jean-Paul Marcheschi : Luc XXIII, 44[25] ; Monaco, Forum Grimaldi, Lago Tenebroso ; Toulon, hôtel des Arts, Pharaon noir[26],[27]
- 2003 : Chapelle[28] de Riom[29] ; Paris, XXe arr., école maternelle de la rue des Tourelles, installation d'une œuvre in situ
- 2006 : Rodez, musée des beaux-arts Denys-Puech, Quartier de la transportation
- 2007 : Toulouse, ligne B du métro, station Carmes, Voie lactée[17] ; Lyon, galerie Vidal Saint-Phalle
- 2008 : Lyon, galerie Domi Nostrae, fragments de la Voie lactée ; Nantes, cathédrale, festival d'art sacré[30], Dante tenebroso ; Nantes, galerie Plessis, Autour de Dante
- 2009 : Nemours, musée départemental de Préhistoire d'Île-de-France, Les Fastes[31] ; Joinville (Haute-Marne), château du Grand Jardin, Mondo chiaro ; Solutré, musée départemental de Préhistoire[32], L'Homme de Solutré
- 2012 : abbaye de Bouchemaine, Angers, Oracles et sculptures
- 2014 : Paris, galerie Univer, La Constellation du Serpent[33],[34] ; Cholet, musée d'art et d'histoire, Mathématique du feu, 11 000 portraits de l'humanité[35]
- 2015 : Bastia, musée, Palais des Gouverneurs, Abîmes Abysses[36]
- 2018 : Paris, galerie Univer / Colette Colla, Le Fonds de l'univers[37] ; Toulouse, musée Paul-Dupuy, L'Alphabet des Astres[38]

## Publications
- Nocturne, œuvres de 1985 à 1991 (préface de Renaud Camus, textes de Catherine Francblin et Mona Thomas), Paris, coédition P.O.L et Art 3 – Galerie Plessis, 1991
- Instans (avec Antoine Graziani), tirage numéroté et signé, 1994
- Le Livre du Sommeil, éditions Somogy, 2001 ; rééd. revue et augmentée : Le Livre du sommeil, Notes sur la flamme, la peinture et la nuit, introduction de Philippe Dagen, Art 3, 2013
- Jean-Paul Marcheschi (collectif), éditions Somogy, 2001
- Quartier de la Transportation (avec Pascal Quignard), éditions du Rouergue, 2006
- Les Fastes (avec Jacques Roubaud), éditions Lienart, 2009
- L'Homme de Solutré, Ceysson, éditions d'Art, 2009
- Camille morte, éditions Lienart, 2011 ; rééd. Camille morte. Notes sur les Nymphéas, Art 3, coll. « Notes d'un peintre »
- Nuits et Volcans, éditions Phâo – Art 3, coll. « Livres rouges », 2010
- La Nuit ithyphallique. Ovide, les Fastes, éditions Phâo – Art 3, 2010
- Piero della Francesca. Lieu clair, éditions Art 3 – Galerie Plessis, 2011
- Pontormo – Rosso – Greco. La déposition des corps, éditions Art 3 – Galerie Plessis, 2011
- Goya. Voir l'obscur, Art 3, 2012
- Cézanne – Rodin – Picasso – Twombly... L'ouvert sans fin des peintres, Art 3, coll. « Notes d'un peintre », 2016
- Le Gréco : un grand sommeil noir, Art 3, 2019